# سفون حبشي
سفون حبشي (الاسم العلمي:Andropogon abyssinicus) هو نوع من النباتات يتبع جنس السفون من الفصيلة النجيلية.